# Angelika Fanai
Angelika Fanai, geborene Angelika Juliane Kühn (* 3. Oktober 1962 in Freudenberg), ist eine deutsche Schauspielerin.

## Leben
Fanai begann nach der Geburt ihrer beiden Kinder, die Schauspielschule Genzmer in Wiesbaden zu besuchen, welche sie 1993 erfolgreich beendete. 1998 zog sie mit ihrem Mann, dem Fotografen Stefan Nimmesgern, auf die Insel Zypern. 2007/2008 bereiste Angelika Fanai mit dem Tourneetheater „Dinnerkrimi“ Deutschland und spielte Haupt- und Doppelrollen. Von 2008 bis Mai 2009 spielte sie nach acht Jahren noch einmal im Theater44 in „Geschlossene Gesellschaft“ ihre Paraderolle Estelle.
Im Triathlon erzielte sie in ihren Altersklassen internationale Erfolge. 2022 nahm sie auch an der Ironman World Championship auf Hawaii teil.
Angelika Fanai lebt mit ihrem Mann abwechselnd am Starnberger See und auf Madeira.

## Filmografie
- 1993: Eine Frage (aufgeführt auf dem NoBudget-Kurzfilmfestival)[5]

- 1994: Stadtklinik (Fernsehserie, Folge: Die Beschuldigung)
- 1995: Ärzte (Fernsehreihe, eine Folge)

## Theater (Auswahl)
- 1994: Madame, es ist angerichtet, Wiesbadener „Komödie am Park“[6],
- 1994: Bleib doch zum Frühstück
- 1996:  Mein Vater der Junggeselle, „Die Komödie“ in Frankfurt[7]
- 1997:  Wer heiratet schon freiwillig, Gerry Jansen Theater, Alzey
- 1997:  Ausgerechnet Mallorca, Gerry Jansen Theater, Alzey
- 2000: Geschlossene Gesellschaft, Münchener Theater44[8]
- 2003: Biedermann und die Brandstifter
- 2004/2005: Play Strindberg,  Münchener Theater44[9]